# Gare de Dębica
 (avril 2023).
Si vous disposez d'ouvrages ou d'articles de référence ou si vous connaissez des sites web de qualité traitant du thème abordé ici, merci de compléter l'article en donnant les références utiles à sa vérifiabilité et en les liant à la section « Notes et références ».
La gare de Debica (en polonais : Dębica (stacja kolejowa)) est une gare ferroviaire polonaise, située sur le territoire de la ville de Debica.

## Histoire
Elle a été ouverte en 1856 par la compagnie Chemin de fer de Galicie.